# Герб Ефремова
Герб муниципального образования город Ефремов и муниципального образования Ефремовский район  Тульской области Российской Федерации.
Герб утверждён решением Совета народных депутатов муниципального образования 28 февраля 2002 года как герб город Ефремова и Ефремовского района.
В декабре 2002 года герб города Ефремова и Ефремовского района внесён в Государственный геральдический регистр под регистрационным номером 921.

## Описание
В зелёном поле три серебряных плужных сошника (два и один).Положение о гербе

## Обоснование символики и история
Исторический герб Ефремова был Высочайше утверждён 8 (19) марта 1778 года императрицей Екатериной II вместе с другими гербами городов Тульского наместничества (ПСЗ, 1778, Закон № 14717)
Подлинное описание герба Ефремова гласило:
Въ зеленомъ полѣ три плужные сошника серебреные, показующіе упражненіе народа сей страны в землѣделіи.
Герб Ефремова был составлен в Герольдмейстерской конторе под руководством герольдмейстера князя М. М. Щербатова.
В 1863 году, в период геральдической реформы Кёне, был разработан проект нового герба уездного города Ефремова Тульской губернии (официально не утверждён):
«В зелёном щите 3 серебряных плужных сошника. В вольной части герб Тульской губернии. Щит увенчан серебряной стенчатой короной и окружён золотыми колосьями, соединёнными Александровской лентой».
В советский период исторический герб Ефремова не использовался.
Известен проект советского герба Ефремова (не утверждён), который выпускался на сувенирных значках. На проекте герба был сохранён плужный сошник, добавлены колосья, химическая реторта, дата основания города «1637». Проект имел геральдические ошибки (в частности нарушено правило тинктур).
28 февраля 2002 года исторический герб Ефремова был утверждён в качестве официального символа города и района.
Восстановление исторического герба Ефремова было произведено при содействии «Союза геральдистов России».